# ام‌وی سنرد
ام‌وی سنرد (به انگلیسی: MV Cenred) یک کشتی بود که طول آن ۵۸٫۰۰ متر (۱۹۰٫۳ فوت) بود. این کشتی در سال ۱۹۷۳ ساخته شد.